# Paul Colinet
Paul Colinet (Arquennes, 2 mei 1898 – Vorst, 23 december 1957) was een Belgisch dichter, journalist en illustrator en lid van de Belgische surrealistische groep.

## Biografie
Paul Colinet werd geboren op 2 mei 1898 in Arquennes. Tussen 1910 en 1912 verbleef hij in Lier, waardoor hij het Nederlands perfect beheerste. In 1934 maakte hij kennis met de surrealisten Magritte , Scutenaire en Mesens en werd in hun groep opgenomen. Er ontstond een hechte vriendschapsband met Magritte en Magritte vroeg aan hem advies voor titels van een aantal van zijn werken.
In 1935 nam hij met gedichten en drie tekeningen deel aan “De surrealistische tentoonstelling" in La Louvière. In 1936 publiceerde hij in Brussel verschillende gedichten op muziek, zoals "Marie Trombone, Chapeau Buse", op muziek gezet door Paul Magritte (de broer van René) en "Le chemin perdu" op muziek van Henriette Harlez. Nadat René Magritte in 1936 verliefd was geworden op de Britse Sheila Legge, een surrealistische performancekunstenares, vooral bekend voor haar Trafalgar Square-performance uit 1936, begon Georgette Magritte op haar beurt een verhouding met Paul Colinet. Deze romance eindigde in  in 1940 na een bijna wanhopige poging van Magritte om haar te heroveren.
In 1945 had Colinet samen met Rose Capel, Christian Dotremont en Marcel Mariën de leiding van  het literaire weekblad "Le Ciel Bleu" en werkte hij mee aan het kunstboek " La terre n'est pas une vallée de larmes", een verzameling van gedichten, essays, tekeningen en reproducties van verschillende internationale kunstenaars. In 1946 en 1947 was hij redacteur van het tijdschrift "Les deux soeurs" van Christian Dotremont. Dit tijdschrift, dat slechts drie nummers kende, stelde zich extreem communistisch op en versnelde de breuk tussen de surrealisten en de groep van de Cobrabeweging. In die periode schreef hij tevens een paar bijdragen in het literaire tijdschrift "Les Quatre Vents".
In november 1949 begon hij  Paul Colinet met een weekblad, "Vendredi", om nieuws over zijn surrealistische vrienden over te brengen aan zijn neef Robert Willems, die in Congo verbleef. Het resultaat was honderd handgeschreven nummers met talrijke  tekeningen die tot oktober 1951 werden verstuurd, met bijdragen van onder andere Pierre Alechinsky, Christian Dotremont, Irène Hamoir, Marcel Lecomte, Marcel Mariën, Paul Nougé, Camille Goemans, Marcel en Gabriel Piqueray, Louis Scutenaire en René Magritte (met wie hij zich verzoend had). Het is unieke bron van de activiteiten van de  surrealisten rond de jaren '50 met surrealistische teksten, gedichten, verhalen, tekeningen, pastiches, collages en zelfs een rubriek in Picardisch dialect.
Paul Colinet maakte ook "Vlaamse gedichten", een eerbetoon aan zijn verblijf in Lier. Ze werden in 1960 gepubliceerd door Paul De Vree in het tijdschrift "De Tafelronde".
Paul Colinet stierf op 23 december 1957 in Vorst.

## Publicaties
- Marie Trombone Chapeau Buse, gedicht op muziek gezet door Paul Magritte, met een tekening van René Magritte, éditions Magritte, 1936.
- Le Chemin perdu, gedichten op muziek gezet door Henriette Harlez, Brussel, éditions Magritte , 1936.
- Les Histoires de la lampe, geïllustreerde omslag voor "Ça ira", Antwerpen, 1942.
- La Nuit blanche, Parijs, Fontaine, 1945.
- La Maison de Vénose, met tekeningen van Robert Willems, in samenwerking met Marcel Piqueray, Parijs, Fontaine, 1947.
- La Bonne semence, in samenwerking met Marcel Piqueray, Parijs, Fontaine, 1947.
- Ecriture, tekeningen van Bruno Capacci, Parijs, Fontaine, 1947.
- Les Naturels de l’esprit, met achttien tekeningen van Suzanne Van Damme, Parijs, Fontaine, 1947.
- Quelques textes inédits, met een portret van Armand Permantier en een voorwoord van Louis Scutenaire, in "Journal du mois", Brussel, juli 1952.
- La Manivelle du chateau, Brussel, Georges Houyoux, 1954.
- Paul Colinet, speciale uitgave van het tijdschrift "Phantomas", Brussel, 1959.
- La Lampe du valet de pique, met een portret van Suzanne Van Damme en een voorwoord van Louis Scutenaire, Tilleur-les-Liège, Rhetorique, 1963.
- Le délégué de la Guadeloupe, in samenwerking met Marcel Piqueray, Milaan, Communicazione, 1964.
- Vilaine en Réséda, La Louvière, Daily-Bul, 1966.
- Amédée Providentiel Lerebond, schilder, dichter en denker, Brussel, Phantomas, 1968.
- Les Tziganes du paillasson, met twee tekeningen van Marcel Mariën, Brussel, Les Lèvres nues, 1970.
- Les Ecritures d'Octavon de Pleineboule, met vier tekeningen van de Paul Colinet, Brussel, Phantomas, 1971.
- Dictionnaire de médecine amusante, in samenwerking met Edmond Kinds, gepubliceerd onder de pseudoniemen "Docteurs Montagnet en Desgosses", Brussel, André de Rache, 1971.
- Pour illustrer Magritte, Brussel, Les Lèvres nues, 1971.
- Vanaf 1973 werden talloze teksten van Paul Colinet gepubliceerd door Tom Gutt in Le Vocatif
- Une carrière idéale, met acht tekeningen van René Magritte, Brussel, Les Lèvres nus, 1975.
- La Cantata, in samenwerking met Gabriel en Marcel Piqueray, geïllustreerd door Robert Willems, La Louvière, Daily-Bul, 1976.
- Œuvres, teksten verzameld en gepubliceerd door R. Willems, voorwoord door Louis Scutenaire, Brussel, Lebeer-Hossmann, 1980 - 1989, 4 delen.

## Collectief werk
"Silhouettes 1937". Dit werk bevat: twee gedichten en een collage ondertekend door Jean Scutenaire, twee gedichten en een collage ondertekend door Irène Hamoir, twee gedichten ondertekend door Paul Colinet, een tekst ondertekend door Marcel Lecomte, een partituur ondertekend door Paul Magritte en een collage ondertekend door Georgette Magritte met “Op het schaakbord van Betty P. Magritte, Laken bij Brussel, 3 april 1937". Het is een uniek exemplaar dat geschonken werd aan de Franse schrijver René Char.